# Её заветное желание
«Её заветное желание» (яп. ジョゼと虎と魚たち Дзёдзэ то тора то саканатати, Жозе, тигр и рыба) — полнометражный аниме-фильм от режиссера Тамуры Котаро и студии Bones. Экранизация рассказа Сэйко Танабэ.
Премьера состоялась 30 октября 2020 года на международном кинофестивале в Пусане. 7 ноября фильм был показан на кинофестивале в Токио. В российский прокат картина вышла 30 сентября 2021 года.

## Сюжет
Он — студент-океанолог, для которого учёба на первом месте. Она — юная мечтательница и художница, умеющая наслаждаться жизнью лишь через книги. Их встреча станет судьбоносной для обоих, ведь исполнит самое заветное желание.

## Озвучивание
- Кая Киёхара — Кумико Ямамура / Жозе
- Таиси Накагава — Цунэо Судзукава
- Юмэ Миямото — Май Ниномия
- Кадзуюки Окицу — Хаято Мацуура
- Линн — Кана Кисимото
- Тиэми Тацутэра — Тидзу Ямамура
- Кэнго Каваниси — Юкити
- Кандзи Обана — Садзуку Кондо
- Наотаро Морияма — Нисида
- Масаки Тэрасома — доктор

## Музыка
Музыку к фильму написал Эван Колл.

## Релиз
Первоначально фильм должен был выйти в мировой прокат в середине 2020 года, но выход отложили до 25 декабря 2020 года из-за пандемии COVID-19.
Anime Limited приобрела фильм для выпуска в Великобритании и Ирландии, в то время как Madman Entertainment приобрела фильм для Океании и показывает его в Австралии с 10 июня и Новой Зеландии с 13 мая 2021 года. В середине июня фильм был показан на Международном фестивале анимационных фильмов в Анси. В российский прокат он вышел 30 сентября.

## Маркетинг
Оригинальный трейлер фильма был опубликован в сети 18 ноября 2020 года. Трейлер на русском языке появился в интернете 17 июня 2021 года.

## Награды
| Год  | Награда                         | Категория                 | Фильм               | Результат |
| ---- | ------------------------------- | ------------------------- | ------------------- | --------- |
| 2021 | 75 премия Mainichi Film Awards  | Лучший анимационный фильм | Её заветное желание | Номинация |
| 2021 | 44 премия Японской киноакадемии | Анимационный фильм года   | Её заветное желание | Номинация |